# Bonheur d'occasion
Bonheur d'occasion é um filme de drama canadense de 1983 dirigido e escrito por Claude Fournier e Gabrielle Roy. Foi selecionado como representante do Canadá à edição do Oscar 1984, organizada pela Academia de Artes e Ciências Cinematográficas.

## Elenco
- Mireille Deyglun - Florentine Lacasse
- Pierre Chagnon - Jean
- Michel Forget - Azarius Lacasse
- Marilyn Lightstone - Rose-Anna Lacasse
- Charlotte Laurier - Yvonne
- Thuryn Pranke - Philippe
- Thomas Hellman - Daniel
- Martin Neufeld - Emmanuel
- Linda Sorgini - Marguerite